# Ellen Petri
Ellen Petri, belgijski model, * 25. maj 1982, Antwerpen.
Leta 2003 je postala Miss Antwerpna 2004, nato pa še Miss Belgije 2004.

## Website
http://www.ellenpetri.be/